# Plinthocoelium
Plinthocoelium es un género de escarabajos longicornios de la tribu Callichromatini.

## Especies
- Plinthocoelium chilensis (Blanchard, 1851)
- Plinthocoelium cobaltinum (LeConte, 1873)
- Plinthocoelium columbinum (Guérin-Méneville, 1838)
- Plinthocoelium domingoensis (Fisher, 1922)
- Plinthocoelium koppei Schmidt, 1924
- Plinthocoelium schwarzi (Fisher, 1914)
- Plinthocoelium suaveolens (Linné, 1768)
- Plinthocoelium suaveolens plicatum (LeConte, 1853)
- Plinthocoelium xanthogastrum (Bates, 1880)